# 罗杰·阿格内利
罗杰·阿格内利（Roger Agnelli，1959年5月3日—2016年3月19日），是一名巴西的商人、银行家和商界领袖。

## 生平
他运行世界上最大的铁矿石开发公司淡水河谷。2013年，他被《哈佛商业评论》选为世界上最佳首席执行官的第四名。
2016年3月19日，因巴西圣保罗的一起空难，他与妻女等人去世，享年56岁。